# Oakley (Suffolk)
Oakley is een plaats in het Engelse graafschap Suffolk. Het maakt deel uit van de civil parish Brome and Oakley. Oakley komt in het Domesday Book (1086) voor als 'Acle'.